# Zeus
 For alternative betydninger, se Zeus (flertydig). (Se også artikler, som begynder med Zeus)
Zeus (græsk: Ζεύς) er gudernes konge i den græske mytologi, og gud over himmel og torden. Han bor på Olympen, Grækenlands højeste bjerg. Den oldgræske gud Zeus minder på mange områder om de indoeuropæiske guder Indra, Jupiter, Perkūnas, Perun, Thor og Odin. Hans romerske modstykke er guden Jupiter.
Zeus er den eneste græske gud, hvis navn går tilbage til indoeuropæisk, hvor man kan rekonstruere formen *Dyeus-ph2ter, jf. sanskrit Dyaus og latin Iuppiter. Beslægtet er også det nordiske gudenavn Tyr (*Tīwa-), selv om det er Thor (Þórr), der minder mest om den græsk-romerske Zeus/Jupiter.
Zeus er yngste barn af Kronos og Rhea, men kan også ses som deres ældste barn, fordi hans søskende først måtte befries fra Kronos' mave. I de fleste fortællinger er han gift med Hera, med hvem han har Ares, Hebe og Hefaistos. Ifølge Zeus-oraklet i Dodona var hans hustru Dione, som i Iliaden omtales som Afrodites mor. Zeus er en berygtet charmør, hvis erotiske eskapader har resulteret i mange børn af guddommelig såvel som dødelig herkomst, heriblandt Athene, Apollon, Artemis, Hermes, Persefone, Dionysos, Perseus, Herakles, Helena af Troja, Minos og muserne.
Zeus var som himlens alfader ansvarlig for at uddelegere de andre guders roller. Selv guder, som ikke er hans afkom, omtaler ham som "fader". Zeus' attributter er tordenkilen (lynkilen), ørnen, tyren og egen. Ud over de førnævnte indoeuropæiske guder, var ikonografien omkring Zeus-kulten stærkt inspireret af kulturene i oldtidens Nærorienten, heriblandt hans scepter. De græske kunstnere fremstillede ofte Zeus stående med en tordenkile i højre hånd eller siddende på sin trone.

## Etymologi
Gudens navn i nominativ er Ζεύς (Zeús). Det bøjes på følgende måder: Vokativ: Ζεῦ (Zeû); akkusativ: Δία (Día); genitiv: Διός (Díos); dativ: Διί (Dií). Ifølge Diogenes Laertius stavede Ferekydes af Syros navnet Ζάς.
Zeus er den græske variant af *Diēus, som i den urindoeuropæiske religion var gud for dagshimlen. Hans navn staves også *Dyeus-ph2tēr ("Himmelfader"). Guden kendes under dette navn på både oldvedisk (Dyaus/Dyaus Pita) og latin (Iuppiter, afledt af det urindoeuropæiske vokativ *dyeu-ph2tēr).*Dyeu- betyder på urindoeuropæisk "at skinne", og i verbets mange afledninger finder man betydninger såsom "himmel", "sky" og "gud". Zeus er den eneste af de oldgræske guder, hvis navn har en så markant indoeuropæisk oprindelse.
Zeus' navn optræder første gang i de skriftlige kilder på mykensk som 𐀇𐀸 (di-we) og 𐀇𐀺 (di-wo), hvor det står skrevet med linear B.
I dialogen Kratylos påstår Platon, at Zeus' navn betyder "kilden til alt liv", men det underbygges ikke af den moderne sprogvidenskab.

## Mytologi

### Fødsel
Den gamle titankonge Kronos fik i alt seks børn med sin hustru og søster Rhea. De første fem var Hestia, Demeter, Hera, Hades og Poseidon. Kronos slugte dem alle, da Gaia og Uranos havde fortalt ham, at en af dem ville styrte ham og overtage hans trone, lige som han selv i sin tid havde gjort med Uranos.
Da Zeus skulle til at fødes, spurgte Rhea Gaia til råds og lavede en plan om at redde Zeus. Tiden var kommet til, at Kronos skulle have sin straf. Gaia førte Rhea til den græske ø Kreta, hvor hun fødte Zeus i al hemmelighed. I stedet for det nyfødte drengebarn, gav hun Kronos en sten svøbt i barselsklæder, som han slugte øjeblikkeligt.

### Barndom
Der findes to fortællinger om Zeus' barndom:
1. Ifølge Hyginus' Fabulae voksede Zeus op hos en nymfe ved navn Amalthea. Fordi Kronos var herre over jorden, luften og havet, hang Rhea Zeus op i træ fra et reb, så Kronos ikke kunne se ham, fordi han på den måde befandt sig midt imellem farens herredømmer.
2. Ifølge Pseudo-Apollodoros' Bibliotheca blev Zeus opfostret af geden Amalthea i grotten Dikteon Antron (i dag Psychro-grotten) på Kreta. Kureterne, en kretisk krigergruppe, klappede, dansede og råbte i vilden sky for at overdøve Zeus' barnegråd.

### Gudernes konge
Som voksen tvang Zeus sin far til at kaste stenen og sine søskende op i omvendt rækkefølge af den, de var blevet slugt i. Stenen, der siden blev kendt som Omfalos-stenen, blev placeret i Delfi ved Parnassos-bjerget som et guddommeligt tegn i de dødeliges verden. I nogle fortællinger gav titanen Metis Kronos et vomitiv, der tvang ham til at kaste børnene op. I andre historier skærer Zeus Kronos' mave op. Han befriede også Kronos' brødre, hekatoncheirerne og kykloperne, fra deres fængsel i Tartaros. I taknemmelighed gav kykloperne Zeus magt over tordenkilen, som var blevet gemt af Gaia.
Sammen med sine søskende, hekatoncheirerne og kykloperne, styrtede Zeus Kronos og titanerne i et kosmisk slag. De besejrede titaner blev herefter kastet ned i den mørke underverden Tartaros. Atlas blev som straf for at have kæmpet mod Zeus dømt til at bære himlen på sine skuldre. 
Efter slaget delte Zeus verden sammen med sine brødre: Zeus fik himlen, Poseidon havet og Hades underverdenen. Den gamle jord Gaia kunne ingen af dem gøre krav på, men blev i stedet brødrenes fælleseje. Derfor er Poseidon "jordrysteren" (gud for jordskælv), mens Hades er de dødes gud.
Gaia foragtede den måde, som Zeus havde behandlet titanerne på, fordi de var hendes afkom. Kort tid efter sin tronbestigelse måtte Zeus derfor kæmpe mod Gaias andre børn, uhyrerne Tyfon og Echidna. Zeus besejrede Tyfon og begravede ham under vulkanen Etna på Sicilien, mens han skånede Echidna.

### Zeus og Hera
Zeus er gift med sin søster Hera. Sammen har de børnene Ares, Hebe og Hefaistos, selvom Hera i nogle fortællinger undfanger disse guder på egen hånd. I nogle myter har de også døtrene Eileithyia, Eris, Enyo og Angelos. I Iliaden beskrives det, hvordan Zeus og Hera indledte et seksuelt forhold uden deres forældres vidende. Zeus er en kvindebedårer, som har udenomsægteskabelige relationer til både nymfer og mennesker. Mange oldgræske dynastier påstod, at de nedstammede fra en sådan forbindelse. Zeus har bl.a. børn med Leto, Demeter, Metis, Themis, Eurynome, Mnemosyne, Dione og Maia. Blandt hans dødelige elskere kan bl.a. Semele, Io, Europa og Leda nævnes, men også den unge kongesøn Ganymedes. 
I de fleste fortællinger portrætteres Hera som en jaloux hustru, som hader Zeus' elskere og uægte børn. I en periode havde nymfen Echo ansvaret for at distrahere Hera med sine fantastiske fortællinger, men da Hera omsider opdagede bedraget, forbandede hun Echo til kun at kunne gentage andre folks ord.

### Elskere og børn

#### Guddommelige børn
| Mor                                  | Børn |
| ------------------------------------ | --- |
| Aiga                                 | Aigipan |
| Ananke eller Themis                  | Moirerne 1. Atropos 2. Klotho 3. Lachesis |
| Afrodite                             | Tyche (muligvis) |
| Demeter                              | Persefone |
| Dione or Thalassa                    | Afrodite |
| Eris                                 | Limos |
| Eurynome/Eurydome/Eurymedusa/Euanthe | Gratierne 1. Aglaia 2. Eufrosyne 3. Thalia |
| Gaia                                 | Manes |
| Hera                                 | 1. Angelos 2. Ares 3. Eileithyia 4. Enyo 5. Eris 6. Hebe 7. Hefaistos |
| Leto                                 | 1. Apollon 2. Artemis |
| Maia                                 | Hermes |
| Metis                                | Athene |
| Mnemosyne                            | 1. Muserne (1. generation) 1. Aoide 2. Melete 3. Mneme 2. Muserne (2. generation) 1. Kalliope 2. Klein 3. Euterpe 4. Erato 5. Melpomene 6. Polyhymnia 7. Terpsichore 8. Thalia 9. Urania           |
| Nemesis                              | Helena af Troja (muligvis) |
| Persefone                            | 1. Zagreus 2. Melinoe |
| Selene                               | 1. Ersa 2. Den nemeiske løve 3. Pandia |
| Thalia                               | Palicierne |
| Themis                               | 1. Astraia 2. Eridanos-nymferne 3. Nemesis 4. Horaerne 1. 1. generation 1. Auxo 2. Karpo 3. Thallo 2. 2. generation 1. Dike 2. Eirene 3. Eunomia 3. 3. generation 1. Ferusa 2. Euporie 3. Orthosia |
| Ukendt mor                           | Aletheia |
| Ukendt mor                           | Ate |
| Ukendt mor                           | Kairos |
| Ukendt mor                           | Litaerne |

#### Halvgudommelige og dødelige børn
| Mor         | Børn                                                                |
| ----------- | ------------------------------------------------------------------- |
| Aigina      | Aiakos                                                              |
| Alkmene     | Herakles                                                            |
| Antiope     | 1. Amfion 2. Zethos                                                 |
| Anaxithea   | Olenos                                                              |
| Asterope    | Akragas                                                             |
| Kallisto    | Arkas                                                               |
| Kalyke      | Aithlios (muligvis)                                                 |
| Kallirhoe   | Ingen kendte børn                                                   |
| Karme       | Britomartis                                                         |
| Kassiopeia  | Atymnios                                                            |
| Chaldene    | 1. Solymos 2. Milye                                                 |
| Danaë       | Perseus                                                             |
| Dia         | Pirithous                                                           |
| Elara       | Tityos                                                              |
| Elektra     | 1. Dardanos 2. Iasion 3. Harmonia                                   |
| Europa      | 1. Minos 2. Rhadamanthos 3. Sarpedon 4. Alagonia 5. Karnos 6. Dodon |
| Eurymedusa  | Myrmidon                                                            |
| Euryodeia   | Arkesios                                                            |
| Himalia     | 1. Kronios 2. Spartaios 3. Kytos                                    |
| Idaia       | Kres                                                                |
| Iodame      | Thebe                                                               |
| Io          | 1. Epafos 2. Keroessa                                               |
| Isonoe      | Orchomenos                                                          |
| Lamia       | Den libyske sibylle                                                 |
| Laodamia    | Sarpedon                                                            |
| Leda        | 1. Pollux 2. Helena af Troja                                        |
| Niobe       | 1. Argos 2. Pelasgos                                                |
| Othreis     | Meliteus                                                            |
| Pandora     | Graikos                                                             |
| Phthia      | Achaios (muligvis)                                                  |
| Pluto       | Tantalos                                                            |
| Podarge     | 1. Balios 2. Xanthos                                                |
| Protogeneia | 1. Aithlios (muligvis) 2. Opus                                      |
| Pyrrha      | Hellen                                                              |
| Semele      | Dionysos                                                            |
| Taygete     | Lakadaimon                                                          |
| Thyia       | 1. Magnes 2. Makednos                                               |
| Ukendt mor  | 1. Kalabros 2. Geraistos 3. Tainaros                                |
| Ukendt mor  | Korinthos                                                           |
| Ukendt mor  | Krinakos                                                            |

## Roller og tilnavne
Som Olympens hersker spillede Zeus en afgørende rolle i den oldgræske tro. Han var far til mange helte og indgik i de fleste heltekulter. Ud over at være gud for himmel og torden, var Zeus også grækernes vigtigste kulturelle symbol. Han var indbegrebet af græsk religion og arketypen på den græske gud.
Zeus havde mange kultiske tilnavne, der betonede forskellige aspekter af hans ubegrænsede autoritet:
- Zeus Abrettenos: Zeus' tilnavn i Mysien.
- Zeus Adados og Helioupolites: Hellenisering af den kanaanæiske gud Hadad og den assyriske gud Adad, som blev tilbedt ved solkulten i Heliopolis.[23]
- Zeus Agoraios: Zeus som agoraens beskytter og de uærlige handlendes dommer.
- Zeus Aigiduchos eller Aigiochos: Zeus som bærer af det guddommelige skjold Ægide, der havde Medusas hoved i midten. Nogle mener dog, at navnet kommer af "ged" (αἴξ) og refererer til Zeus' plejemor, geden Amalthea.[24]
- Zeus Apemios: Zeus' som det ondes dommer.
- Zeus Apomyios: Zeus som afvæbner af fluer.
- Zeus Areios: Zeus som enten den "krigslignende" eller "forsonende".
- Zeus Astrapios: "Lynbringeren", dvs. Zeus som vejrgud.
- Zeus Bottiaius: Zeus' tilnavn i Antiokia.
- Zeus Bouleus og Naos: Zeus' tilnavne ved Grækenlands ældste orakel i Dodona.
- Zeus Brontios: "Tordenbringer", dvs. Zeus som vejrgud.
- Zeus Diktaios: "Diktebjergenes herre", som i mykensk tid blev tilbedt på Kreta.[25]
- Zeus Georgos: "Bonden", dvs. Zeus som kornets og høstens gud, som blev tilbedt i Athen.
- Zeus Horkios: Zeus som sandhedens beskytter. Løgnere blev i oldtidens Grækenland tvunget til at ofre votivgaver til Zeus, ofte i helligdommen ved Olympia.
- Zeus Ithomatas: Zeus' tilnavn ved Ithomebjerget i Messenien.
- Zeus Kasios: Hellenisering af den kanaanæiske bjerg- og tordengud Baalzephon, som blev tilbedt ved Kassiosbjerget på den syrisk-tyrkiske grænse.
- Zeus Labrandos: Hellenisering af den hurritiske vejrgud Teshub, som blev tilbedt i Karien. Han blev ofte fremstillet med en dobbeltøkse.
- Zeus Meilichios: Zeus' sammensmeltning med den arkaiske underverdensdaimon Meilichios, som især blev tilbedt i Athen.
- Zeus Olympios: Zeus som gudernes konge og de panhellenske leges beskytter.
- Zeus Panhellenios: "Alle grækeres Zeus", som blev tilbedt ved Aiakos-templet på Égina.
- Zeus Tallaios: Zeus som solen, som blev tilbedt på Kreta
- Zeus Xenios, Filoxenon eller Hospites: Zeus som beskytter af den oldgræske xenia og de ugæstfries dommer.

## Zeus-kulten

### Panhellenske kulter
Olympia var centrum for den panhellenske Zeus-kult, hvor troende fra hele Grækenland mødtes for at tilbede deres øverste gud. I deres kvadriennale festival indgik bl.a. de berømte sportslege. I Olympia fandtes også et alter til Zeus, der ikke var lavet af sten, men af aske samlet fra århundreders dyreofringer på stedet. 
Der fandtes ikke en enstemmig praksis for tilbedelsen af Zeus i den græske verden, men visse ritualer og traditioner gik dog igen, bl.a. ofringen af et hvidt dyr på et hævet alter.

## Zeus og fremmede guddomme
Zeus blev identificeret med den romerske gud Jupiter og i henhold til interpretatio graeca med adskillige lokale guddomme, heriblandt egypternes Amon og etruskernes Tinia. Zeus og Dionysos blev smeltet sammen i den synkretiske guddom Sabazios, som blev tilbedt af frygerne og thrakerne. Den seleukidiske kong Antiochos 4. rejste en statue af Zeus i det jødiske tempel i Jerusalem. Hellenske jøder refererede til denne statue som Baal Shamen ("Himlens herre").

## Zeus og solen
Zeus blev ofte sammensmeltet med den græske solgud Helios, som enten symbolsk eller ganske direkte blev omtalt som Zeus' øje. Bl.a. Hesiod beskrev Zeus' øje som solen. Denne opfattelse havde sandsynligvis sine rødder i den urindoeuropæiske religion, hvor solen blev opfattet som *Dyeus-ph2tērs øje.
Solen spillede en afgørende rolle i kulten omkring den kretiske Zeus Tallaios. "Talos" var også navnet på den den lokale variant af Helios.

## Zeus i Biblen
Zeus omtales to gange i Det Nye Testamente:
1. Apostlenes Gerninger 14,8: Indbyggerne i byen Lystra forveksler missionærerne Paulus og Barnabas med henholdsvis Hermes og Zeus, fordi de overværer Paulus' helbredelse af en syg mand. De forsøger endda at ofre gaver til de to rejsende. To inskriptioner fundet i 1909 nær Lystra bekræfter faktisk, at Zeus og Hermes blev tilbedt i denne tyrkiske by. En af inskriptionerne nævner "Zeus' præster", mens den anden både omtaler "den store Hermes" og "solguden Zeus".[31]
2. Apostlenes Gerninger 28,11: Paulus sejler fra Alexandria på Malta til Rom i Italien på et skib, der "førte Tvillingernes mærke", dvs. Kastor og Pollux, Zeus' sønner.

Den apokryfe Anden Maakkabæerbog (6,1) omtaler kong Antiochos 4., som i et forsøg på at udrydde den jødiske kultur beordrer, at templet i Jerusalem skal besudles og opkaldes efter den olympiske gud Zeus.

## Zeus iIliaden
Homers Iliaden er et digt omhandlende Den trojanske krig og slaget om byen Troja. Zeus havde som gudernes konge den enevældige magt i oldtidens Grækenland, og dødelige såvel som udødelige var underlagt hans vilje. Zeus spiller derfor en afgørende rolle i Iliadens beretning om Den trojanske krig, bl.a. i følgende sange:
- Sang 2: Gennem en profetisk drøm, som Zeus fremmaner i Agamemnon, er han delvis i stand til at kontrollere den mykenske konges videre færd.
- Sang 4: Zeus lover Hera, at Troja vil falde.
- Sang 7: Zeus og Poseidon ødelægger achaiernes fæstning.
- Sang 8: Zeus forbyder de andre guder at bekrige hinanden. Han vender herefter tilbage til Idabjerget, hvor han genovervejer sin beslutning om at lade grækerne tabe krigen.
- Sang 14: Hera forfører Zeus, så at hun kan hjælpe grækerne uden den distraherede tordenguds vidende.
- Sang 15: Zeus vågner op og indser, at Poseidon har hjulpet grækerne.
- Sang 16: Zeus begræder, at han ikke kan redde helten Sarpedon fra at dø, fordi det vil gå imod hans tidligere beslutninger.
- Sang 17: Zeus begræder tabet af helten Hektor.
- Sang 20: Zeus lader atter de andre guder blande sig i krigen.
- Sang 24: Zeus beder sin sønnesøn Achilleus om at frigive Hektors lig, så at han kan få en værdig begravelse.

## Zeus i film
I den danske film Mød mig på Cassiopeia spiller Johannes Meyer Zeus.